# كليف هوغو
كليف هوغو (بالإنجليزية: Cliff Hugo)‏ هو موسيقي أمريكي، ولد في 23 أبريل 1951.

## وصلات خارجية
- كليف هوغو على موقع ميوزك برينز (الإنجليزية)
- كليف هوغو على موقع ديسكوغز (الإنجليزية)